# ميت بحلول أبريل (ألبوم)
ميت بحلول أبريل (Dead by April) هو البوم موسيقي لفرقة metal band السويدية باسم Dead by April ، والذي صدر في 13 مايو 2009. وهو الألبوم الوحيد الذي يضم عازف الجيتار السابق يوهان أولسون.

## روابط خارجية
- ميت بحلول أبريل على موقع أول موفي (الإنجليزية)

- ميت بحلول أبريل على موقع أول موفي (الإنجليزية)